# Carles Pérez
Carles Pérez Sayol (Granollers, 16 febbraio 1998) è un calciatore spagnolo, centrocampista o attaccante dell'Arīs Salonicco in prestito dal Celta Vigo.

## Caratteristiche tecniche
Di piede mancino, è un'ala destra che può giocare anche sulla fascia opposta e da centravanti. Dotato di buona tecnica, è rapido ed abile nel dribbling e nel cross.

## Carriera

### Club

#### Barcellona
Nato a Granollers, è entrato a far parte della cantera del Barcellona nel 2012, dopo quattro anni passati all'Espanyol. Il 3 ottobre 2015, all'età di 17 anni, ha debuttato con la squadra riserve giocando l'incontro di Segunda División B pareggiato 0-0 contro il Levante B.
Nel finale della stagione 2018-2019 viene aggregato alla prima squadra del club catalano, con cui debutta il 19 maggio subentrando a Malcom nel 73' della partita pareggiata 2-2 contro l'Eibar.
Promosso in prima squadra per la stagione successiva, trova la sua prima rete nella Liga il 25 agosto 2019 nella gara interna vinta per 5-2 contro il Betis. Nella stessa stagione debutta in Champions League il 10 dicembre nel successo per 1-2 contro l'Inter, segnando il gol del provvisorio 0-1.

#### Roma
Il 30 gennaio 2020, Perez si trasferisce in prestito con obbligo di riscatto alla Roma. Debutta due giorni dopo con i giallorossi nella sconfitta esterna contro il Sassuolo (4-2). Il 20 febbraio seguente debutta con la Roma in Europa League e realizza il primo gol in maglia giallorossa, decidendo l'incontro casalingo con il Gent valido per l'andata dei sedicesimi di finale (1-0). Dopo la partita di campionato vinta 4-0 con il Lecce, dove Perez fornisce anche un assist per il gol di Kolarov, il giocatore viene riscattato per 11 milioni di euro dato che la Roma ha ottenuto il primo punto in campionato dopo il suo arrivo. Il 22 luglio 2020 segna anche la sua prima marcatura in serie A, in occasione del successo per 6-1 in casa della SPAL.
L'anno successivo trova poco spazio in giallorosso, rendendosi comunque protagonista di un bel gol nel successo per 5-2 in campionato contro il Benevento del 18 ottobre 2020, oltre che di una rete nel successo per 3-1 ai sedicesimi di Europa League contro il Braga.
A fine anno la Roma cambia l'allenatore Paulo Fonseca sostituendolo col connazionale José Mourinho, e il 19 agosto 2021 fa il suo debutto in Conference League, subentrando a Henrix Mxit'aryan in occasione della vittoria esterna sul Trabzonspor (1-2). Nonostante lo spazio per lui continui a essere poco, va a segno in Conference League nelle sfide ai gironi contro Bodø/Glimt (persa 6-1) e Zorja (vinta 4-0), mentre in campionato è autore del gol del decisivo 2-1 contro la Salernitana il 10 aprile 2022. A fine stagione vince, nonostante non essere sceso in campo nella suddetta gara, la Conference League in finale contro il Feyenoord.

#### Celta Vigo
Il 9 agosto 2022, Pérez viene ceduto in prestito con diritto di riscatto al Celta Vigo, nella Liga spagnola.
Dopo un'intera stagione in Galizia, il 30 giugno 2023 l'attaccante viene ufficialmente riscattato dal Celta, con cui firma un contratto quadriennale, per una cifra stimata di 5,2 milioni di euro, più il 5% di una futura rivendita a favore della Roma.
Prestiti a Getafe e Aris Salonicco
Il 30 luglio 2024 passa in prestito al Getafe, con i quali colleziona 27 presenze in campionato condite da 3 goal.
Il 10 luglio 2025 passa in prestito all'Arīs Salonicco.

### Nazionale
Dopo avere rappresentato le selezioni Under-16 e Under-17, nel 2019 debutta con l'Under-21 spagnola.

## Statistiche

### Presenze e reti nei club
Statistiche aggiornate al 25 luglio 2025.
| Stagione            | Squadra             | Campionato          | Campionato | Campionato | Coppe nazionali | Coppe nazionali | Coppe nazionali | Coppe continentali | Coppe continentali | Coppe continentali | Altre coppe | Altre coppe | Altre coppe | Totale | Totale |
| Stagione            | Squadra             | Comp                | Pres       | Reti       | Comp            | Pres            | Reti            | Comp               | Pres               | Reti               | Comp        | Pres        | Reti        | Pres   | Reti   |
| ------------------- | ------------------- | ------------------- | ---------- | ---------- | --------------- | --------------- | --------------- | ------------------ | ------------------ | ------------------ | ----------- | ----------- | ----------- | ------ | ------ |
| 2015-2016           | Barcellona B        | SDB                 | 1          | 0          | -               | -               | -               | -                  | -                  | -                  | -           | -           | -           | 1      | 0      |
| 2016-2017           | Barcellona B        | SDB                 | 0          | 0          | -               | -               | -               | -                  | -                  | -                  | -           | -           | -           | 0      | 0      |
| 2017-2018           | Barcellona B        | SD                  | 27         | 3          | -               | -               | -               | -                  | -                  | -                  | -           | -           | -           | 27     | 3      |
| 2018-2019           | Barcellona B        | SDB                 | 26         | 9          | -               | -               | -               | -                  | -                  | -                  | -           | -           | -           | 26     | 9      |
| Totale Barcellona B | Totale Barcellona B | Totale Barcellona B | 54         | 12         |                 | -               | -               |                    | -                  | -                  |             | -           | -           | 54     | 12     |
| 2018-2019           | Barcellona          | PD                  | 1          | 0          | CR              | 0               | 0               | -                  | -                  | -                  | -           | -           | -           | 1      | 0      |
| 2019-gen. 2020      | Barcellona          | PD                  | 10         | 1          | CR              | 1               | 0               | UCL                | 1                  | 1                  | -           | -           | -           | 12     | 2      |
| Totale Barcellona   | Totale Barcellona   | Totale Barcellona   | 11         | 1          |                 | 1               | 0               |                    | 1                  | 1                  |             | -           | -           | 13     | 2      |
| gen.-ago. 2020      | Roma                | A                   | 14         | 1          | CI              | 0               | 0               | UEL                | 3                  | 1                  | -           | -           | -           | 17     | 2      |
| 2020-2021           | Roma                | A                   | 21         | 2          | CI              | 1               | 0               | UEL                | 9                  | 1                  | -           | -           | -           | 31     | 3      |
| 2021-2022           | Roma                | A                   | 19         | 1          | CI              | 1               | 0               | UECL               | 8                  | 2                  | -           | -           | -           | 28     | 3      |
| Totale Roma         | Totale Roma         | Totale Roma         | 54         | 4          |                 | 2               | 0               |                    | 20                 | 4                  |             |             |             | 76     | 8      |
| 2022-2023           | Celta Vigo          | PD                  | 35         | 3          | CR              | 3               | 2               | -                  | -                  | -                  | -           | -           | -           | 38     | 5      |
| 2023-2024           | Celta Vigo          | PD                  | 16         | 1          | CR              | 3               | 2               | -                  | -                  | -                  | -           | -           | -           | 19     | 3      |
| Totale Celta Vigo   | Totale Celta Vigo   | Totale Celta Vigo   | 51         | 4          |                 | 6               | 4               |                    |                    |                    |             |             |             | 57     | 8      |
| 2024-2025           | Getafe              | PD                  | 27         | 3          | CR              | 3               | 0               | -                  | -                  | -                  | -           | -           | -           | 30     | 3      |
| 2025-2026           | Arīs Salonicco      | SLE                 | 0          | 0          | CG              | 0               | 0               | UECL               | 1                  | 0                  | -           | -           | -           | 1      | 0      |
| Totale carriera     | Totale carriera     | Totale carriera     | 197        | 24         |                 | 12              | 4               |                    | 22                 | 5                  |             | -           | -           | 231    | 33     |

## Palmarès

### Club

#### Competizioni nazionali
- Campionato spagnolo: 1

Barcellona: 2018-2019

#### Competizioni internazionali
- UEFA Conference League: 1

Roma: 2021-2022